# فرودگاه اوشن ریج
فرودگاه اوشن ریج (به انگلیسی: Ocean Ridge Airport) یک فرودگاه همگانی بهره‌برداری هوایی است که یک باند فرود آسفالت دارد و طول باند آن ۷۶۲ متر است. این فرودگاه در کشور ایالات متحده آمریکا قرار دارد و در ارتفاع ۲۸۷ متری از سطح دریا واقع شده‌است.